# Старший мастер-сержант

Нашивка старшего мастера-сержанта Военно-воздушных сил США с 1998 года

Нарукавный шеврон старшего мастера-сержанта (старого образца)

Старший мастер-сержант  (англ. Senior Master Sergeant, (SMSgt) — воинское звание сержантского состава Военно-воздушных сил США.
В Военно-воздушных силах США это звание относится к восьмой ступени военной иерархии (E-8) и занимает промежуточную позицию между воинскими званиями главного мастер-сержанта и мастера-сержанта.

## История
Воинское звание старший мастер-сержант появилось в системе военной иерархии Военно-воздушных сил США в ходе реформы 1958-1959 годов.

В соответствии с положениями Инструкции ВВС № 36-2618:

## Ссылка
- Таблицы воинских званий в ВВС США
- Звания воинские
- International Encyclopedia of Uniform Insignia around the World (англ.)
- U. S. Army Enlisted Rank Insignia — Criteria, Background, and Images (англ.)
- Air Force Instruction 36-2618, The Enlisted Force Structure